# ロシア教育省

ロシア教育省のエンブレム

ロシア教育省（ロシアきょういくしょう、ロシア語: Министерство просвещения Российской Федерации)、英語: Ministry of Education）は、ロシア連邦政府の中で、幼児教育、初等教育、中等教育を担当する。
2018年5月に、それまでのロシア教育・科学省がこのロシア教育省とロシア科学・高等教育省に分かれた。初代大臣はオリガ・ヴァシリェヴァ（Ольга Васильева）。2020年1月21日から、大臣はセルゲイ・クラフツォフ（Сергей Кравцов）である。本部は、モスクワ中央行政区トゥヴェルスコイ（トゥヴェルスカヤ通り9番）にある。